# عبد القادر كيتا
عبد القادر كيتا (بالفرنسية: Kader Keita) (6 أغسطس 1981 في أبيجان) لاعب كرة قدم عاجي يلعب حاليًا لصالح نادي برسيب باندونغ الأندونيسي. يجيد اللعب في مراكز الجناح الأيمن والأيسر والهجوم. وعلى صعيد المنتخبات، شارك كيتا مع منتخب ساحل العاج في كأس العالم لكرة القدم 2006 وكأس العالم لكرة القدم 2010، كما شارك من المنتخب في أربع نسخ من كأس الأمم الأفريقية وهي سنوات 2002 و2008 و2010 و2012.
بالإضافة إلى الإخوة توري، الإخوة كالو، والإخوة كوني فإن كيتا كذلك جزء من عائلة رياضية. فأخوه الأكبر فاضل كيتا لاعب كرة قدم سابق شارك دوليا مع منتخب ساحل العاج.

## مسيرته مع الأندية
كيتا المعروف بلقب بوبيتو بدأ مسيرته الرياضية في نادي أفريكا سبورتس العاجي ثم انتقل إلى نادي النجم الساحلي التونسي ثم نادي العين الإماراتي ثم نادي السد القطري وأخيرا قرر خوض مغامرته الأوروبية بالانضمام إلى نادي الدرجة الأولى ليل الفرنسي سنة 2005.
قدم بداية مبهرة في موسم 2006/2007 مما دعا عدة أندية أوروبية كبيرة للاهتمام بالتعاقد معه. تألقه في مواجهة فريق إيه سي ميلان الإيطالي في بطولة دوري أبطال أوروبا وتسجيله هدف في مرماهم جعل مسئولي الفريق الإيطالي يسعون للتعاقد معه في فترة الانتقالات الشتوية في يناير 2007 ولكنه قرر أن يجدد العقد الذي يربطه بنادي ليون حتى 2010.
في يناير 2007 احتل كيتا المركز الثاني في جائزة أفضل لاعب عاجي لسنة 2006 خلف ديديه دروغبا ومتفوقا على كولو توريه وأرونا دنداني.
في 31 مايو 2007 أعلن رئيس نادي ليون جان ميشيل أولاس بأنه تقدم بعرض رسمي إلى نادي ليل من أجل التعاقد مع كيتا ولاعب الوسط الفرنسي ماثيو بودمر.
في 14 يونيو 2007 أعلن نادي ليون رسميا عن اكتمال صفقة التعاقد مع كيتا وبودمر بعدما اجتازا الفحص الطبي الروتيني وفي 16 يونيو أكد نادي ليون اتمام صفقة ضم كيتا مقابل 18 مليون يورو وتم تسليمه القميص رقم 9 ولكن تم منح القميص رقم 9 إلى المهاجم البرازيلي فريد تشافيز الذي كان يحمل القميص الرقم 11 وبالتالي فقد قرر كيتا ارتداء القميص رقم 32. وبعد رحيل جيريمي بيرتو فقد قرر ارتداء القميص رقم 23.
في 3 يوليو 2009 تم الإعلان الرسمي عن انتقال كيتا من نادي ليون إلى نادي غلاطا سراي من دون الكشف عن قيمة الصفقة المالية حيث وقع كيتا على عقد يمتد لثلاث سنوات، وبعدها رجع إلى السد القطري 2010-2011

## مسيرته مع المنتخبات
شارك مع منتخب ساحل العاج في 72 مباراة دولية كما شارك في بطولة كأس العالم 2006 التي أقيمت في ألمانيا. لم يشارك كيتا في بطولة كأس الأمم الأفريقية 2006 ولكنه استطاع التفوق على منافسة مهاجم نادي ستاد ريمس سياكا تيين واستعادة مكانه في المنتخب مجددا.

## روابط خارجية
- عبد القادر كيتا على موقع الاتحاد الدولي (مؤرشف)  (الإنجليزية)
- عبد القادر كيتا على موقع اتحاد تركيا (لاعب) (الإنجليزية)
- عبد القادر كيتا على موقع قاعدة بيانات كرة القدم.إي يو (الإنجليزية)
- عبد القادر كيتا على موقع ليكيب (الفرنسية)
- عبد القادر كيتا على موقع ناشيونال فوتبول تيمز (الإنجليزية)
- عبد القادر كيتا على موقع Soccerbase.com (لاعب) (الإنجليزية)
- عبد القادر كيتا على موقع Soccerway.com (الإنجليزية)
- عبد القادر كيتا على موقع عالم كرة القدم.نت (الإنجليزية)
- عبد القادر كيتا على موقع AS.com (الإسبانية)